# Иш Смит
Ишмаил Лери „Иш” Смит (енгл. Ishmael Larry "Ish" Smith; Шарлот, Северна Каролина, САД 7. јул 1997) амерички је кошаркаш. Игра на позицији плејмејкера, а тренутно наступа за Денвер нагетсе. Играо је колеџ кошарку на Универзитету Вејк Форест у Винстон-Сејлему Северна Каролина за „Димон диконсе” од 2006 до 2010. Смит је играо у укупно 13. НБА екипа, што је рекорд у НБА. Као играч Нагетса за сезону 2022-23, Смит је постао једини играч у историји НБА који је освојио НБА шампионат са својом 13. НБА франшизом.

## Средњошколска каријера
Смит је похађао средњу школу Централ Канбарус у Конкорду, Северна Каролина играјући под вођством тренера Скота Бруера. Као средњошколац постизао је у просеку 24,8 поена и 9,8 асистенција по утакмици као сениор. Водио је екипу Централ Кабарус до рекорда од 25–3 и до титуле на МЕЦА–6 у редовној сезони и на плејофу, што му је донело Меца–6 конференцијског играча 2006. године. Проглашен је за играча године Пијемонта од стране Шарлота Обсервера (такође је добио последња два признања као јуниор).
Када је дипломирао, био је рангиран као 28. плејмејкер у земљи према Ривалс.ком, док га је Сцкаут.ком оценио као 17. плејмејкера и 82. на националном нивоу.

## Колеџ
Смит је играо колеџ кошарку за Вејк Форест, заузевши друго место свих времена по асистенцијама у историји школе. За четири године играња са Диконсима имао је просек од 9,2 поена, 5,1 асистенцију, 3,7 скокова и 1,26 украдених лопти у 121 утакмици. Такође је једини играч у историји школе са 1.000 поена (1.114) и 600 асистенција (612) у каријери.
Као сениор, Смит је просечно бележио 13,2 поена, 6,0 асистенција, 4,9 скокова и 1,68 украдених лопти. Био је именован за Ол-АЦЦ другог тима и изабран је за други тим свих округа у НАБЦју. Смит је такође добио тимску награду „Мари Грисон” и награду за „Вођу асистенције тима” након што је био трећи у АЦЦ и седми на националном нивоу по асистенцијама по утакмици у сезони 2009–10.

## Професионална каријера

### Хјустон рокетси (2010–2011.)
Након што је остао без драфта на НБА драфту 2010, Смит је потписао уговор са Хјустон рокетсима 23. августа 2010. Дана 17. јануара 2011. распоређен је у Рио Гранде Вали вајперс НБА развојне лиге. Рокетси су га опозвали 24. јануара, прекомандован 1. фебруара и поново опозван 7. фебруара.

### Мемфис гризлис (2011.)
Дана 24. фебруара 2011, Смит је трејдован у Мемфис гризлисе заједно са тимским колегом Шејном Батијеом у замену за Хашима Табита, ДеМареја Карола и будућег избора у првој рунди драфта. Смит је одиграо 15 утакмица за Гризлисе у сезони 2010/11 након размене, али никада кап члан прве петорке. Дана 14. децембра 2011. је отишао из Мемфиса.

### Голден Стејт вориорси (2011–2012.)
Голден Стејт вориорси су 16. децембра 2011. од Смита затражили одрицање од обавеза да би са тиме могао да игра за њих. Дана 28. децембра стартовао за Вориорсе у победи против Њујорк никса уместо повређеног Стефена Карија, постигао је 11 поена, уз 6 скокова и 4 асистенције. Вориорси су се касније одрекли Смита 13. јануара 2012. године.

### Орландо меџик (2012–2013.)
Дана 2. фебруара 2012, Смит је потписао уговор са Орландо меџиком. Дана 15. августа 2012. поново је потписао уговор са Меџиком.

### Милвоки бакси (2013.)
Дана 21. фебруара 2013. Смит је трејдован у Милвоки Бакс заједно са Џеј Џеј Редиком и Густаво Ајоном у замену за Бено Удрихом, Дорон Ламбом и Тобајас Харисом.

### Финикс санси (2013–2014.)
Дана 29. августа 2013. Смит и Вјачеслав Кравцов су размењени у Феникс сансе у замену за Керона Батлера. У својој трећој утакмици са Сансима, Смит је уписао рекордних 8 асистенција у победи над Њу Орлеанс пеликансима резултатом 104 : 98. Смит је достигао висок ниво у каријери у асистенцијама (заједно са 8 поена, 2 скока и 3 украдене лопте) у победи од 116 : 100 над Милвоки баксима 4. јануара 2014. Смит је постао један од само три резервне резерве Санса од 1980-их који су сакупили најмање две утакмице са 8 асистенција за мање од 20 минута времена за игру у једној сезони; остали су Џеф Хорнасек и Горан Драгић. 21. фебруара 2014. постигао је тада рекордних 15 поена у победи над Сан Антонио спарсима резултатом 106 : 85. Дана 15. јула 2014. Санси су га се одрекли.

### Оклахома Сити тандер (2014–2015.)
Дана 19. јула 2014. Смит је потписао за Хјустон рокетсе. Међутим, Рокетси су га се одрекли 27. октобра након што се појавио у седам предсезонских утакмица.
Дана 7. новембра 2014. Смит је потписао уговор са Оклахома Сити тандером како би помогао тиму да се избори са бројним повредама. Оклахома Сити је морао да искористи правило „изузеће од тешкоћа” у НБА лиги како би успео да га потпише, пошто је њихов списак био 16, један преко дозвољеног лимита од 15. Након што је екипи истекао „изузеће од тешкоћа”, Смит је остао на списку пошто је Тандер уместо њега пустио Себастијана Телфаира.

### Филаделфија севентисиксерси (2015.)
Дана 19. фебруара 2015, Смит је у размени, заједно са правима на Латавиуса Вилијамса, новчане накнаде и накнаде за драфт, Њу Орлеанс пеликансима у замену за могуће даље разматрање драфта. Пеликанс су га касније тог дана одрекли.
Дана 22. фебруара 2015. Смит је потписао уговор са Филаделфија севентисиксерсима. Дана 2. марта 2015. забележио је рекорд у каријери од 19 поена и 9 асистенција у поразу од Торонто репторса. Бројеви Севентисиксерса у офанзиви су се побољшали након што су добили Смита као свог почетног плеја, а Нерленс Ноел је о Смиту говорио као о „првом правом шпицу са којим сам заиста играо.“ Дана 11. марта и 1. априла, постигао је по рекордних 23 поена. У сезони 2014/15. просек по утакмици му је био 12,0 поена и 6,1 асистенцију за 27,1 минут по утакмици, што му је највише у каријери.

### Њу Орлеанс пеликанси (2015.)
Дана 25. септембра 2015. Смит је потписао уговор са Вашингтон визардсима. Међутим, Визардси су касније одустали 24. октобра након што се појавио у пет предсезонских утакмица.
Њу Орлеанс пеликанси су 26. октобра преузели Смита и он је дебитовао за тим следећег дана на отварању сезоне. За 38 минута акције са клупе, забележио је 17 поена и 9 асистенција у поразу од браниоца титуле Голден Стејт вориорса. Дана 6. новембра је забележио 8 поена и 11 асистенција у поразу од Атланта хокса. Четири дана касније, забележио је свој први дабл-дабл у каријери са 17 поена и рекордних 12 асистенција у победи од 120 : 105 над Далас мавериксима, што је означило прву победу Пеликанса у сезони. Он је 20. новембра по трећи пут постигао висок ниво у каријери за асистенције, забележивши 17 поена и 13 асистенција у победи над Сан Антонио спарсима резултатом 104 : 90.

### Повратак у Филаделфију (2015–2016.)
Дана 24. децембра 2015, Смит је трансферован у Филаделфија севентисиксерсе у замену за два будућа избора на драфту у другом кругу. У својој првој утакмици назад за Севентисиксерсе два дана касније, постигао је 14 поена и помогао тиму да забележи тек другу победу у сезони са 111 : 104 победом над Финикс сансима. 9. јануара 2016. постигао је рекордних 28 поена у поразу од Торонто репторса. У тој утакмици је постигао 18 од 25 Севентисиксерсових поена у трећем кварталу. Дана 18. јануара је забележио 16 поена и рекордних 16 асистенција у двоструком продужетку и поразу од Њујорк никса са 119 : 113 у продужетку.

### Детроит пистонси (2016–2019.)
Дана 8. јула 2016, Смит је потписао уговор са Детроит пистонсима, чиме је постао десети тим за који је играо у последњих 7 сезона. Дана 23. фебруара 2017. имао је 15 асистенција са клупе у победи над Шарлот хорнетсима резултатом 114 : 108 у продужетку, поставши први играч Детроита са најмање 15 асистенција у резервној улози откако је Кевин Портер имао 19 у јануару 1977. године. Дана 3. фебруара 2018, Смит је постигао 25 поена у победи над Мајами хитом резултатом 111 : 107. Имао је 11 погодака из 14 покушаја и завршио са три бода мање од рекорда у каријери, његов рекорд претходне сезоне био је 19 поена.Дана 20. октобра 2018. постигао је свих 15 својих поена у другом полувремену, укључујући кош за победу из игре, у победи над Чикаго булсима резултатом 118 : 116.  Дана 14. јануара 2019. вратио се у акцију против Јута џеза након што је пропустио 19 утакмица због покиданог мишића адуктора. Поново се повредио у својој трећој утакмици после повратка.

### Вашингтон визардси (2019–2021.)
Дана 9. јула 2019. Смит је потписао уговор са Вашингтон визардсима, а прву утакмицу са тимом одиграо је 23. октобра 2019. постигавши 7 поена. Ово је био 11. тим за који је Смит играо у претходних осам сезона.

### Шарлот хорнетси (2021–2022)
Дана 7. августа 2021. Смит је потписао уговор са тимом свог родног града, Шарлот хорнетсима. Потписивање је означило Смитову рекордну 12. различиту НБА франшизу, придруживши се Џоу Смиту, Чакију Брауну, Џиму Џексону, Кевину Олију и Тонију Масенбургу као јединим играчима који су играли за 12 различитих НБА тимова.

### Повратак у Вашингтон (2022.)
Дана 10. фебруара 2022, Смит је враћен у Вашингтон визардсе, заједно са Верноном Керијем млађим, у замену за Монтрезла Харела.

### Денвер нагетси (2022–данас)
Дана 6. јула 2022. године, Смит је трејдован, заједно са Кентавиоусом Колдвел-Поупом, у Денвер нагетсе у замену за Монте Мориса и Вила Бартона. Дана 19. октобра 2022. Смит је дебитовао за тим. Ово је његова 13. НБА франшиза у каријери, и тиме је постао и једини играч у историји НБА који је играо за најмање 13 НБА франшиза. Смит је освојио НБА финале када су Нагетси победили Мајами хит. Ово га такође означава као јединог играча у историји НБА који је освојио НБА првенство са својом 13. НБА франшизом.

## Статистика

### НБА статистика

#### Регуларни део сезоне
| Сезона   | Екипа         | ОУ  | СУ  | МПУ  | ПШ%  | 3П%  | СБ%  | СПУ | АПУ | УПУ | БПУ | ППУ  |
| -------- | ------------- | --- | --- | ---- | ---- | ---- | ---- | --- | --- | --- | --- | ---- |
| 2010/11. | Хјустон       | 28  | 3   | 11.8 | .386 | .375 | .700 | 1.5 | 2.3 | .5  | .1  | 3.4  |
| 2010/11. | Мемфис        | 15  | 0   | 7.5  | .344 | .000 | .455 | .3  | 1.0 | .3  | .0  | 4.5  |
| 2011/12. | Голден Стејт  | 6   | 1   | 10.5 | .400 | .400 | .500 | 1.5 | 1.5 | .7  | .0  | 5.7  |
| 2011/12. | Орландо       | 20  | 0   | 8.6  | .373 | .250 | .750 | 1.3 | 1.6 | .6  | .1  | 2.6  |
| 2012/13. | Орландо       | 36  | 3   | 10.5 | .336 | .235 | .429 | 1.3 | 1.6 | .4  | .2  | 7.4  |
| 2012/13. | Милвоки       | 16  | 0   | 8.6  | .395 | .400 | –    | .9  | 1.9 | .5  | .2  | 2.4  |
| 2013/14. | Финикс        | 70  | 1   | 14.4 | .423 | .043 | .564 | 1.8 | 2.6 | .7  | .2  | 3.7  |
| 2014/15. | Оклахома сити | 30  | 0   | 5.2  | .333 | .200 | .667 | .9  | .9  | .1  | .0  | 1.2  |
| 2014/15. | Филаделфија   | 25  | 14  | 27.1 | .398 | .309 | .583 | 2.9 | 6.1 | 1.3 | .2  | 12.0 |
| 2015/16. | Њу Орлеанс    | 27  | 3   | 22.9 | .430 | .303 | .767 | 3.4 | 5.7 | .9  | .2  | 8.9  |
| 2015/16. | Филаделфија   | 50  | 50  | 32.4 | .405 | .336 | .669 | 4.3 | 7.0 | 1.3 | .4  | 14.7 |
| 2016/17. | Детроит       | 81  | 32  | 24.1 | .439 | .267 | .706 | 2.9 | 5.2 | .8  | .4  | 9.4  |
| 2017/18. | Детроит       | 82* | 35  | 24.9 | .486 | .347 | .698 | 2.7 | 4.4 | .8  | .2  | 10.9 |
| 2018/19. | Детроит       | 56  | 0   | 22.3 | .419 | .326 | .758 | 2.6 | 3.6 | .5  | .2  | 8.9  |
| 2019/20. | Вашингтон     | 68  | 23  | 26.3 | .447 | .367 | .721 | 3.2 | 4.9 | .9  | .4  | 10.9 |
| 2020/21. | Вашингтон     | 44  | 1   | 21.0 | .434 | .367 | .576 | 3.4 | 3.9 | .7  | .3  | 6.7  |
| 2021/22. | Шарлот        | 37  | 1   | 13.8 | .395 | .400 | .632 | 1.5 | 2.6 | .5  | .3  | 4.5  |
| 2021/22. | Вашингтон     | 28  | 0   | 22.0 | .457 | .357 | .600 | 3.0 | 5.2 | 1.0 | .5  | 8.6  |
| 2022/23. | Денвер        | 43  | 0   | 9.3  | .397 | .167 | .500 | 1.3 | 2.3 | .2  | .2  | 2.5  |
| Укупно   | Укупно        | 762 | 167 | 19.4 | .429 | .323 | .676 | 2.4 | 3.8 | .7  | .3  | 7.3  |

#### Плеј-ин
| Сезона | Екипа     | ОУ | СУ | МПУ  | ПШ%  | 3П%   | СБ%  | СПУ | АПУ | УПУ | БПУ | ППУ  |
| ------ | --------- | -- | -- | ---- | ---- | ----- | ---- | --- | --- | --- | --- | ---- |
| 2021.  | Вашингтон | 2  | 0  | 24.2 | .667 | 1.000 | .667 | 6.0 | 4.5 | 1.5 | .5  | 12.5 |
| Укупно | Укупно    | 2  | 0  | 24.2 | .667 | 1.000 | .667 | 6.0 | 4.5 | 1.5 | .5  | 12.5 |

#### Плеј-оф
| Сезона | Екипа     | ОУ | СУ | МПУ  | ПШ%  | 3П%  | СБ%  | СПУ | АПУ | УПУ | БПУ | ППУ |
| ------ | --------- | -- | -- | ---- | ---- | ---- | ---- | --- | --- | --- | --- | --- |
| 2011.  | Мемфис    | 5  | 0  | 2.0  | .667 | —    | —    | .4  | .4  | .2  | .0  | .8  |
| 2012.  | Орландо   | 1  | 0  | 5.0  | —    | —    | —    | 1.0 | .0  | .0  | 1.0 | .0  |
| 2013.  | Милвоки   | 4  | 0  | 2.8  | .000 | —    | —    | .3  | .8  | .0  | .0  | .0  |
| 2019.  | Детроит   | 4  | 0  | 20.3 | .263 | .143 | .750 | 2.8 | 3.5 | .8  | .3  | 6.0 |
| 2021.  | Вашингтон | 5  | 0  | 22.2 | .372 | .286 | —    | 3.2 | 2.8 | 1.4 | .4  | 6.8 |
| 2023   | Денвер    | 4  | 0  | 2.9  | .500 | —    | —    | .3  | .3  | .0  | .0  | .5  |
| Укупно | Укупно    | 23 | 0  | 10.0 | .333 | .214 | .750 | 1.4 | 1.5 | .5  | .2  | 2.8 |

### Колеџ
| Сезона   | Екипа       | ОУ  | СУ | МПУ  | ПШ%  | 3П%  | СБ%  | СПУ | АПУ | УПУ | БПУ | ППУ  |
| -------- | ----------- | --- | -- | ---- | ---- | ---- | ---- | --- | --- | --- | --- | ---- |
| 2006/07. | Вејк форест | 31  | 30 | 29.9 | .429 | .354 | .462 | 3.8 | 6.0 | 1.2 | .0  | 8.7  |
| 2007/08. | Вејк форест | 30  | 30 | 32.1 | .426 | .338 | .291 | 3.4 | 4.7 | 1.3 | .1  | 8.6  |
| 2008/09. | Вејк форест | 29  | 0  | 22.0 | .430 | .241 | .789 | 2.7 | 3.4 | .9  | .0  | 6.2  |
| 2009/10. | Вејк форест | 31  | 31 | 36.8 | .420 | .222 | .494 | 4.9 | 6.0 | 1.7 | .6  | 13.2 |
| Укупно   | Укупно      | 121 | 91 | 30.3 | .425 | .301 | .484 | 3.7 | 5.1 | 1.3 | .2  | 9.2  |